# Copris laiiformis
Copris laiiformis là một loài bọ cánh cứng trong họ Bọ hung (Scarabaeidae).